# Thomas Prager
Thomas Prager (ur. 13 września 1985 w Wiedniu) – austriacki piłkarz występujący na pozycji pomocnika. Obecnie jest zawodnikiem klubu FC Luzern.

## Kariera klubowa
Prager jako junior grał w austriackich klubach Austria Wiedeń/Prater SV, SV Hirschstetten, FC Stadlau oraz holenderskim Sc Heerenveen, do którego juniorskiej ekipy trafił w 2001 roku. W sezonie 2003/2004 został włączony do jego pierwszej drużyny. W Eredivisie zadebiutował 1 maja 2004 w przegranym 0:1 meczu z ADO Den Haag. Pierwszego gola w trakcie gry w Eredivisie strzelił 2 lutego 2008 w wygranym 7:0 spotkaniu z Vitesse Arnhem. W ciągu pięciu sezonów w Heerenveen Prager rozegrał 57 ligowych spotkań i zdobył jedną bramkę.
Latem 2008 roku podpisał kontrakt z austriackim LASK Linz. W Bundeslidze zadebiutował 20 września 2008 w wygranym 2:1 meczu z SV Mattersburg. 24 lipca 2009 w przegranym 4:5 pojedynku z Austrią Wiedeń zdobył pierwszą bramkę w trakcie gry w Bundeslidze.
W 2010 roku Prager przeszedł do FC Luzern.

## Kariera reprezentacyjna
W reprezentacji Austrii Prager zadebiutował 23 maja 2006 w przegranym 1:4 towarzyskim meczu z Chorwacją. 6 października 2006 w wygranym 2:1 towarzyskim spotkaniu z Liechtensteinem zdobył pierwszą bramkę w drużynie narodowej. Prager zagrał w jednym meczu eliminacji do Mistrzostw Świata 2010, na które Austria jednak nie awansowała.